# レイチェル・ジャクソン
レイチェル・ドネルソン・ロバーズ・ジャクソン（Rachel Donelson Robards Jackson , 1767年6月15日 - 1828年12月22日）は、後に第7代アメリカ合衆国大統領となるアンドリュー・ジャクソンの夫人であるが、夫が大統領に就任する前に死亡した。身長5フィート（約152cm）。

## 生い立ち

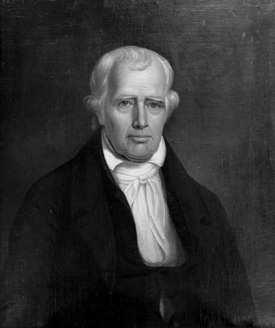
ジョン・ドネルソン。ラルフ・E・W・アールによって描かれた肖像画（1825年）

1767年6月15日にイギリス領北米植民地のバージニア王室領植民地ハリファックス郡にてジョン・ドネルソン（1718-1785）とレイチェル・ストックリー・ドネルソン（1730-1801）の末娘として生まれた。以下が彼女の7人の兄と3人の姉である。
- アレクサンダー・ドネルソン（1749-1785） - 一番上の兄
- メアリー・ドネルソン・キャフェリー（1751-?） - 一番上の姉
- キャサリン・ドネルソン・ハッチングス（1752-1835） - 2番目の姉
- ストックリー・ドネルソン（1753-1804） - 2番目の兄
- ジョン・ドネルソン・ジュニア（1755-1830） - 3番目の兄
- ウィリアム・ドネルソン（1756-1820） - 4番目の兄
- ジェーン・ドネルソン・ヘイ（1757-1834） - 3番目の姉
- サミュエル・ドネルソン（1758-1804） - 5番目の兄
- セバーン・ドネルソン（1763-1818） - 6番目の兄
- リーベン・ドネルソン（1765-?） - 7番目の兄

鍛冶屋の父ジョンは1770年頃からフランクリン郡ロッキーマウントに位置するワシントン鉄炉を運営していた。
レイチェルが12歳の時にドネルソン一家を含む約600人の集団は長旅を行った。1780年4月23日にカンバーランド川岸に到着し、現在はテネシー州の一部となるこの地にナッシュボロー砦と呼ばれる新たなコミュニティを形成した。のちのナッシュビルである。ジョン・ドネルソンはジェームズ・ロバートソンとともにナッシュビルの著名な初期開拓者の一人として歴史に名を残すことになった。
子供時代に正式な教育を受けたことを証明する記録は残されていない。当時は若い女性が基本的な読み書きよりも高いレベルの教育を受けることは非常に稀であった。その代わりに彼女は裁縫、紡績、織り、刺繍に加えて、食品保存などの家事業務も教わっていた。楽器を演奏し、乗馬に長けていた。読書のほとんどが宗教的な作品であった。また、詩歌の豊富なコレクションも所持していた。

## 離婚と再婚

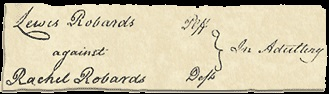
ルイス・ロバーズが起こした離婚訴訟の資料

レイチェル・ドネルソンは1785年3月1日、17歳の時にバージニア州リンカーン郡在住の地主、ルイス・ロバーズ（1758-1814）と最初の結婚をした。レイチェルが活発で気さくな性格だったのと対照的に、夫は冷酷で気が小さく、嫉妬深かったと言われている。明るい妻が他の男性と親しく冗談を言い合うだけでも不安になり、同居していたロバーズの母親でさえ、夫婦喧嘩が起こるたびにレイチェルに味方したほどだった。二人は全く性格が合わず、レイチェルはついに実家に帰ってしまった。後年にレイチェルは1788年に夫に家から追い出されたと述べたが、ロバーズは妻が何の理由も無しに自分を見捨てたと主張した。
レイチェルはナッシュビルで宿屋を経営している母の元へ戻り、そこに下宿していた新進気鋭の弁護士アンドリュー・ジャクソンと直ぐに親しくなった。両者を知る多くの人物がレイチェルは長老派を信仰する敬虔な女性であったジャクソンの母親、エリザベス·ハッチンソン・ジャクソンによく似ていたと述べている。
まだ未練のあるロバーズは妻を連れ戻すためにナッシュビルにやってきて二人の関係を疑い、文句を言い出した。ジャクソンはロバーズを呼び出し、「今度、そんな言い方で私の名をレイチェルと結び付けたらお前の耳を引っこ抜いてやるぞ」というような言葉で彼を脅迫した。この脅迫が原因でジャクソンは監視官によって連行されたが、許可を得て肉切り包丁を持参し、ロバーズを睨み付けた。これに怯えたロバーズが突然逃げ出したため、ジャクソンに対する令状は破棄された。その後も二人の間で言い争いが起きたが、結局はロバーズが「今後はレイチェルに近付かない」と約束することで決闘の危機は回避された。
レイチェルは1790年秋、ロバーズが妻を力づくで連れ戻そうとナッシュビルに再びやってくる計画を耳にした。夫との生活はもはや無理だと考えていた彼女は当時まだスペインが保有していた領土で、親類や友人が住むナチェズに移り、身を隠す決心をした。ジャクソンはレイチェルや彼女の知人のロバート・スターク将軍らのミシシッピ川を航海する危険な旅に護衛として同行することを決めた。ジャクソンのこの行動は有利な条件で離婚手続きを開始するために必要な証拠をロバーズに与えることになった。
ジャクソンの友人は、その後に弁護士業のために一度ナッシュビルに戻ったジャクソンが「ロバーズがレイチェルとの訴訟を起こし、離婚の判決が下りた」というニュースを耳にするや否や、直ぐにナチェズに引き返したと後年に証言している。ロバーズが離婚手続きを既に終えていると勘違いした二人は1791年8月に結婚した。二人は同年秋にはナッシュビルに戻ってジャクソンが手に入れた農場に落ち着き、この地で近隣の住人から大切にされ、尊敬されながら暮らすことになった。ジャクソンとレイチェルはロバーズが離婚手続きを完了させたという知らせを聞いた後に結婚をしたと主張したが、実際にはロバーズはその時点で離婚訴訟を起こす権利を得ていただけで、権利の行使はまだしていなかった。この期間にケンタッキー州がバージニア州から分離し、関与する政府当局が変化したことで訴訟手続きが長引いてしまい、事態をより複雑化させることになった。ケンタッキー・ガゼット紙は1792年の2月と3月に8回にわたって「法廷に出頭してバージニア州授権法による不倫告訴に応答せよ」というレイチェル宛ての呼び出し広告を載せていたが、ジャクソンはこの広告に全く気が付かなかった。
1793年9月27日に離婚判決が下ったが、その判決理由は「レイチェル・ロバーズは未だ他の男性との姦通状態にあるため、原告人と被告人の婚姻は破棄されたものとする」というものだった。1794年1月17日にアンドリュー・ジャクソンとレイチェル・ドネルソン・ロバーズは正式に結婚式を挙げたが、この事件はレイチェルに「重婚者で姦婦」という不名誉を与えてしまった。隣人のウィリアム・B・ルイスは後年に「ジャクソン将軍と夫人にはおそらく軽率な行動があったのだろう。しかし、二人が犯罪を犯していたなどと信じる人は誰もいない。夫妻の人生全体がそんなこととはあまりに矛盾するものだからである」と書いている。

## 家族
ジャクソン夫婦は1804年7月4日にハーミテージのプランテーションを購入した。ジャクソンとレイチェルの間には子供は出来なかったが、2人の男子を養子としてこの地に迎えた。
- アンドリュー・ジャクソン・ジュニア（1808-1865） - レイチェルの6番目の兄セバーン・ドネルソンの双子の息子の片方であった。彼の両親は生存しており、与えられた理由は不明である[2][14]。生まれた翌年からジャクソン夫妻によって育てられた[19]。
- リンコヤ・ジャクソン（1811頃-1828） - 彼の死んだ母親と一緒にジャクソンによってフロンティアの戦場で発見されたインディアンの子供で、2歳の時からジャクソン夫妻によって育てられた[14]。若くして亡くなったが、死因は結核である[3]。

この他にもジャクソン夫妻は6人の少年・2人の少女（レイチェルの5番目の兄サミュエル・ドネルソンの3人の子供、レイチェルの2番目の姉キャサリン・ドネルソン・ハッチングスの1人の孫、エドワード・バトラーの4人の子供）の法定後見人になっている。このうち、サミュエルの息子アンドリュー・ジャクソン・ドネルソン（1799-1871）は彼の従兄妹に当たるレイチェルの3番目の兄ジョン・ドネルソン・ジュニアの娘、エミリー・ドネルソンと結婚した。

## 私生活
レイチェルはその飾り気の無い性格によって彼女をよく知る多くの人々から尊敬された。ハーミテージのプランテーションの管理を担当し、この地を訪れた多数の訪問客を快く歓迎した。ジャクソンと結婚してからは若い時の無邪気で陽気な性格から一変して敬虔で、信心深い女性になった。また、ジャクソンも妻のために激昂を抑える努力もするようになったが、数回ほど自分や妻を中傷したと見られる人々と殴り合いや撃ち合いを起こしている。1806年にジャクソンは妻を侮辱したチャールズ・ディキンソンに決闘を挑み、致命傷を負わせた。
レイチェルが米英戦争中の1812年に、いつも留守がちの夫へ宛てた手紙には「大切なあなた。国や名誉や出世ばかり大事にし過ぎて妻がいることを忘れないで下さいね」と書かれている。ジャクソンは「君との思い出がある限り、君への愛が薄れることなんか絶対に無いんだよ」と返信した。公職を退いてハーミテージに落ち着いてほしいという自分の願いを夫に隠さなかったが、ジャクソンは出世への野心と妻に対する気持ちで揺れ動き、いつも最終的には公職に留まる方を選んでいた。レイチェルも夫の野心の邪魔になるような行動は避けていた。
米英戦争の最終盤、1815年のニューオーリンズの戦いでイギリス軍を撃破したジャクソンは国民的英雄となった。ジャクソンがその後に合衆国上院議員に当選してワシントンD.C.に住むようになると、必然的に将来の大統領夫人（ファーストレディ）として人々の関心はレイチェルにも注がれた。しかしながら、輝かしい軍功もあるジャクソンが素朴なフロンティア育ちを評価されて「オールド・ヒッコリー」ともてはやされる一方で、日焼けした顔でコーンパイプを吹かすレイチェルについては粗野で教養が無く、大統領夫人にふさわしくない女と軽蔑する人が少なくなかった。彼女を流行から取り残された時代遅れの女性と評した者もいた。
旅行はまともにしたことが無く、流行のファッションも知らなかった。彼女と親しかったナッシュビルの婦人の後年の回想によると、ホワイトハウスのホステスとしてどういう格好で現れるか周囲の人々は皆心配していたという。

## 1828年の大統領選挙と死

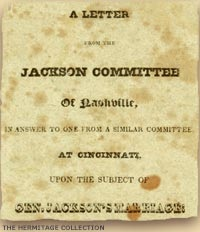
レイチェルの重婚の罪に対して擁護するために書かれたジャクソン支持派によるパンフレット（1828年）

1828年の合衆国大統領選挙の選挙活動においては、大々的なネガティブ・キャンペーンが繰り広げられた。ジャクソンに対抗するジョン・クインシー・アダムズ大統領の支持派はレイチェル夫人の姦淫、重婚、離婚などを取り上げて激しく攻撃した。最も有名なのが「有罪判決を受けた姦婦とその不倫の愛人を、この自由なキリスト教国家の最高位に就けて良いのだろうか? 」と書かれたパンフレットである。1828年6月に養子のリンコヤが突然死したことと、こうした選挙活動中の誹謗中傷はレイチェルに強いストレスを与えた。この頃のレイチェルは左肩、腕、そして乳房に「耐え難いほどの痛み」を抱えていた。ハーミテージを訪れた知人ヘンリー・ワイズは「昔はぽっちゃりした血色の良い美人だったが、今は多血症の肥満体で･･･低い声で短く早口で話し、息づかいも荒い」と書き残したが、彼女の人柄については「レイチェルは素朴で優しく誠実で、飾り気が無く心から親切をする人である」と書き加えている。ジャクソンが大統領選挙に勝利した直後、レイチェルは「確かなことがあるの。ワシントンの宮殿に住むよりも、神の家の玄関番にでもなった方がずっと嬉しいわ」と周囲に漏らした。
1828年12月のある日、レイチェルはナッシュビルでホワイトハウスに持って行く衣装の買い物をした。買い物が終わり、親戚の店で一服して迎えの馬車を待っていたところ、ふと手にしたジャクソン支持派の人々がアダムズ支持派の中傷に対して弁護しているパンフレットの内容にショックを受けた。自分のことがいかに悪く言われてるかを知り、茫然となった。しばらくして到着した友人が部屋の隅にうずくまり、ヒステリックに泣き声を上げている彼女を助け起こした。彼女はこの日以来、すっかり落ち込んでしまい、叔母を元気付けようとしたエミリー・ドネルソンに向かって「忘れることなんて出来ないわ! 」と叫んだ。レイチェルはそれからしばらくして冠動脈血栓症と見られる重度の心臓発作を起こし、急激に体調を崩した。その後に少し持ち直したものの、1828年12月22日にジャクソンが少し休もうとベッドを離れたほんのわずかの間に亡くなった。61歳没。ジャクソンは夜も寝ず、朝まで妻の遺骸に取りすがって離れなかった。

## 死後

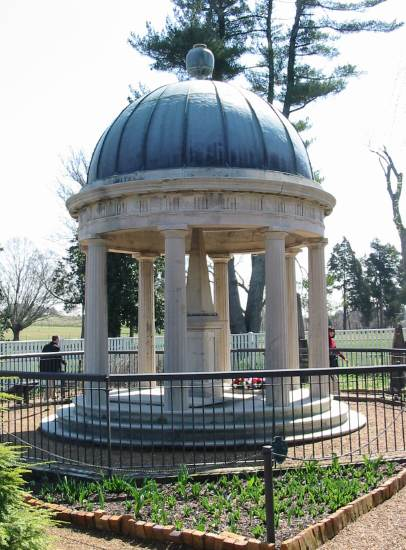
ハーミテージにあるジャクソン夫妻の墓

レイチェルの遺骸は翌年3月の大統領就任式に出席するために購入していた伝統的なボールガウン、白のスリッパを着用した姿でハーミテージの庭に埋葬された。彼女自身は就任式に欠席するつもりだったが、「もし欠席なさったら国民がどんなに失望するか考えてみて下さい。そんなことをなさったら、奥様を虐めた人達がくすくす笑って、ご主人の豊作畑から奥様を追い出せたと喜ばせるだけです」という夫の友人のジョン・イートン合衆国上院議員の助言に従い、心ならずも就任式の準備を始めていたのである。
レイチェル・ジャクソンの死は全国的に注目され、彼女の新聞の死亡記事はかつてのマーサ・ワシントンやアビゲイル・アダムズの死亡記事以上に盛んに報道された。かつてはレイチェルを中傷していたいくつかの新聞も彼女の死に哀悼の意を表明した。12月24日に執り行われた彼女の葬儀には貧富の差関係無しに群衆が集まり、民主主義の強力な象徴として注目された。当時のナッシュビルの人口の2倍に当たる約1万人の参列者が集まった。妻の葬儀に参列したジャクソンは亡き妻を讃えるウィリアム・ヒューム牧師の言葉を聞きながら、人目もはばからずに泣いた。レイチェルの健康状態の悪化は死の3年前には始まっていたが、ジャクソンは彼女の死の原因となったとして政敵を非難した。「私の敵は全て許すことが出来る。しかし、妻を中傷した卑劣な悪党どもは神に慈悲を請わねばならない」と述べた。彼女の墓碑には「とても思いやりがあり高潔なる人、中傷で傷付いたかもしれないが、その名誉まで汚すことは出来なかった」と刻まれた。
ジャクソンは自身が亡くなるまでジョン・クインシー・アダムズとその支持者を決して許さなかった。「統制下にある公的刊行物における立派な女性、ましてや世界第一級のオフィスを巡って争う政敵の妻に対する中傷を許容するような男はいかなる者であろうと尊敬に値しない」としてアダムズを軽蔑し、1829年3月の大統領就任式への招待を拒否した。このためにアダムズは父のジョン・アダムズと同様に親子二代揃って後任の大統領就任式に欠席することになった。大統領任期中に起きたペティコート事件では他の閣僚夫人達からバッシングを受けたジョン・イートン陸軍長官の夫人、マーガレット・イートンを頑固なまでに擁護したが、これも亡き妻への強い思いによるものであったと言われている。
二期の大統領任期を務め上げた後、ジャクソンはレイチェルが心から愛したハーミテージの邸宅に戻り、この地で家族や友人と多くの時間を過ごした。生前にレイチェルに長老派教会の会員になるように誘われていたが、ジャクソンは政治から足を洗ったら会員になると妻に約束していた。1838年に何年も前のレイチェルとの約束をようやく果たし、彼はナッシュビルにある長老派教会の会員になった。男やもめを貫き、レイチェル夫人との思い出を大切にして毎晩寝室で一人だけの儀式を繰り返した。いつも肌身離さぬ夫人の小さな肖像画を取り出すと、ベッドの横のテーブルの上にある夫人の形見の使い古した聖書の側に置いた。これは翌朝目覚めると真っ先に彼女の顔を見ることが出来るようにするためであった。孫娘のリトル・レイチェルはジャクソンが毎晩、庭にある夫人の墓石を訪れていたと述懐している。1845年6月8日にアンドリュー・ジャクソンはハーミテージの自宅の寝室で死亡し、ハーミテージの庭に眠る最愛の妻の隣に埋葬された。
1953年にアメリカで公開された伝記映画『The President's Lady』（邦題：『真紅の女』）はレイチェル夫人の波乱に満ちた生涯を描いたものである。スーザン・ヘイワードが主演した。また、1936年に公開された『The Gorgeous Hussy』（邦題：『豪華一代娘』）でレイチェル夫人を演じたビューラ・ボンディは映画の中でコーンパイプを吹かして好感度を大幅に上げ、アカデミー助演女優賞にノミネートされている。
夫のアンドリュー・ジャクソンが大統領に就任する前に亡くなったが、国立ファーストレディ図書館は彼女を7人目のファーストレディとして認定している。